# Cybister bellicosus
Cybister bellicosus är en skalbaggsart som beskrevs av Guignot 1947. Cybister bellicosus ingår i släktet Cybister och familjen dykare. Inga underarter finns listade i Catalogue of Life.